# Fédération sénégalaise de Scrabble francophone
La Fédération sénégalaise de Scrabble francophone (FSSF) est une association qui réunit les amateurs du jeu Scrabble au Sénégal. Le président actuel est Mbaye Mboup. La fédération a 750 licenciés dans 64 clubs et 36 clubs scolaires. Les licenciés da le FSSF sont également des membres de la Fédération internationale de Scrabble francophone et peuvent disputer des tournois dans n'importe quel pays francophone.

## Palmarès
Le champion actuel classique est Amar Diokh. Diokh est également le champion actuel de la Coupe du monde de Scrabble classique, ayant remporté la finale contre le Français Edouard Lebeau en août 2007. Les Sénégalais possèdent trois des quatre titres mondiaux - Amar Diokh est le champion du monde de Scrabble classique, Mactar Sylla est le champion du monde de blitz et Mactar et son frère N'Dongo Samba Sylla sont les champions du monde par paires. Seul le championnat individuel, remporté par le Français Antonin Michel ne leur appartient pas. 
La fédération sénégalaise est considérée comme la plus importante des fédérations francophones africaines - aucun autre pays africain n'a remporté le championnat du monde par paires ni le championnat du monde de blitz. Actuellement, tous les vainqueurs de l'épreuve individuelle sont des Européens sauf Germain Boulianne qui est du Québec.
En 2008 Dakar a reçu les championnats du monde de Scrabble francophone.
Championnat du Senegal Duplicate 2017
1- Babacar Mbengue
2- Abdoulaye Gueye
3- Alassane sow